# 锡格堡
锡格堡（德語：Siegburg，發音：[ˈziːkˌbʊʁk] ⓘ）是德国北莱茵-威斯特法伦州科隆行政区莱茵-锡格县的城市，也是莱茵-锡格县的县治，面积23.66平方千米，2023年12月31日人口为42,025人。

## 友好城市
锡格堡与以下城市结为友好城市：
- 波蘭 博萊斯瓦維茨
- 葡萄牙 瓜达
- 法國 马恩河畔诺让
- 希腊 奥雷斯蒂亚达（英语：Orestiada）
- 土耳其 塞尔丘克